# 枯葉 (チェット・ベイカーのアルバム)
『枯葉』（かれは、原題：She Was Too Good to Me）は、アメリカ合衆国のジャズ・トランペット奏者/ボーカリスト、チェット・ベイカーが1974年に録音・発表したスタジオ・アルバム。破滅的な生活を送ってきたベイカーが、カムバックを果たした作品として知られる。

## 背景
ベイカーは1970年を最後にレコーディングの機会を失っていたが、1974年4月にはリー・コニッツらと共にライブ録音を行い、同年7月、『Blood, Chet and Tears』（1970年7月録音）以来4年ぶりの単独リーダー・アルバムに当たる本作の録音に着手した。本作をプロデュースしたクリード・テイラーや、一部の曲でサイドマンを務めたポール・デスモンドは、1950年代よりベイカーと親交があった。

## 反響・評価
『ビルボード』のジャズ・アルバム・チャートでは31位に達した。
スコット・ヤナウはオールミュージックにおいて5点満点中2.5点を付け「アルト奏者のポール・デスモンドが2曲で多大な貢献をしており、また、時折導入されたストリングスが、この優れたセッションに多彩さをもたらしている」と評している。また、クリス・メイは2020年、All About Jazzにおいて「当時のベイカーが必要としていたであろう枠組みが提供され、彼は素晴らしく詩的な演奏で、それに応えている」「このアルバムは、ベイカーが（ヘロイン依存から立ち直っていなかったとはいえ）調子を取り戻しつつあったことを示している。ただし、彼が1970年代に残した最高の録音は、間違いなくギタリストのジム・ホールのサイドマンを務めた時のものだろう」と評している。

## 収録曲
1. 枯葉 - "Autumn Leaves" (Joseph Kosma, Johnny Mercer, Jacques Prévert) - 7:07
2. シー・ワズ・トゥー・グッド・トゥ・ミー - "She Was Too Good to Me" (Richard Rodgers, Lorenz Hart) - 4:43
3. ファンク・イン・ディープ・フリーズ - "Funk in Deep Freeze" (Hank Mobley) - 6:10
4. タンジェリン - "Tangerine" (Victor Schertzinger, J. Mercer) - 5:31
5. 我が心に歌えば - "With a Song in My Heart" (R. Rodgers, L. Hart) - 4:05
6. ホワットル・アイ・ドゥー - "What'll I Do?" (Irving Berlin) - 3:59
7. イッツ・ユー・オア・ノー・ワン - "It's You or No One" (Jule Styne, Sammy Cahn) - 4:29

### CDボーナス・トラック
1987年発売のアメリカ盤CD (ZK 40804)、2010年発売のアメリカ盤CD (CTI 6050 S1)などに収録。
1. "My Future Just Passed" (Richard A. Whiting, George Marion Jr.) - 4:46

## 参加ミュージシャン
- チェット・ベイカー - トランペット、ボーカル
- ヒューバート・ロウズ - フルート、アルト・フルート
- ロメオ・ペンケ - フルート、クラリネット
- ジョージ・マージ - アルト・フルート、オーボエ・ダモーレ
- ポール・デスモンド - アルト・サクソフォーン(on #1, #4)
- ボブ・ジェームス - エレクトリックピアノ
- ロン・カーター - ダブル・ベース
- スティーヴ・ガッド - ドラムス(on #1, #2, #3, #4, #8)
- ジャック・ディジョネット - ドラムス(on #5, #6, #7)
- デヴィッド・フリードマン - ヴィブラフォン
- ドン・セベスキー（英語版） - アレンジ
- バリー・フィンクレア、デヴィッド・ナディアン、エマニュエル・グリーン、ハロルド・コーホン、ハリー・グリックマン、ハーバート・ソーキン、ルイス・エレイ、マックス・エレン、ポール・ガーシュマン - ヴァイオリン
- ジョージ・リッチ、ジェシー・レヴィー、ウォーレン・ラッシュ - チェロ